# 幽王 (周)
幽王（ゆうおう）は、周朝の第12代の王。宣王の子。携王の兄。平王、太子伯服（伯盤）らの父。西周最後の王である。褒姒という女性を愛し、彼女の笑顔を見たさに王朝を滅亡させ、自らも反乱に遇い命を失った。

## 概要
即位の三年後、幽王は褒の地より後宮に入った褒姒を見て寵愛するようになった。褒姒は笑うことがなく、幽王はなんとか彼女を笑わせようとした。絹を裂く音を聞き、彼女が微かに微笑んだことで、国中の絹を集めては引き裂かせたともいう。やがて褒姒は王の子の伯服を産むが、この年は関中で大地震が発生し、歴史記録官の伯陽甫は、亡国の凶兆であると書き残した。
ある日、幽王は兵乱発生の合図の烽火を上げさせ、太鼓を打ちならし、軍を緊急召集した。駆けつけたが何ごともないのに困惑する将兵を見て、褒姒ははじめて笑った。喜んだ王は以後しばしば無意味に烽火を上げさせ、何度も無駄足を踏まされた諸将は、いつか烽火で集まることがなくなった。また幽王は佞臣の虢石父を登用し、悪政を行わせたため、人民の怨嗟を買った。

幽王はついに正室であった申后及び太子宜臼（後の平王）を廃し、褒姒を后に、伯服を太子に立てた。申后の父である申侯は怒り、蛮族の犬戎軍と連合して反乱を起こす。都に迫る反乱軍に、幽王は軍を集めようとして烽火をあげたが、すでに集まる兵はなかった。幽王と伯服は驪山の麓で殺され、褒姒は犬戎に連れ去られた。反乱軍は都を略奪して財宝をことごとく奪い去った。
幽王の死後、申侯は廃太子となっていた宜臼を平王として立てた。しかし兵乱により王都の鎬京は破壊されていたため、平王は東の洛邑へと遷都し、ここに西周は消滅して東周が始まった（平王東遷）。